# Crotalaria balbi
Crotalaria balbi är en ärtväxtart som beskrevs av Emilio Chiovenda. Crotalaria balbi ingår i släktet sunnhampor, och familjen ärtväxter. Inga underarter finns listade i Catalogue of Life.